# Saint-Christophe-sur-Condé
Saint-Christophe-sur-Condé is een gemeente in het Franse departement Eure (regio Normandië) en telt 358 inwoners (2004). De plaats maakt deel uit van het arrondissement Bernay.

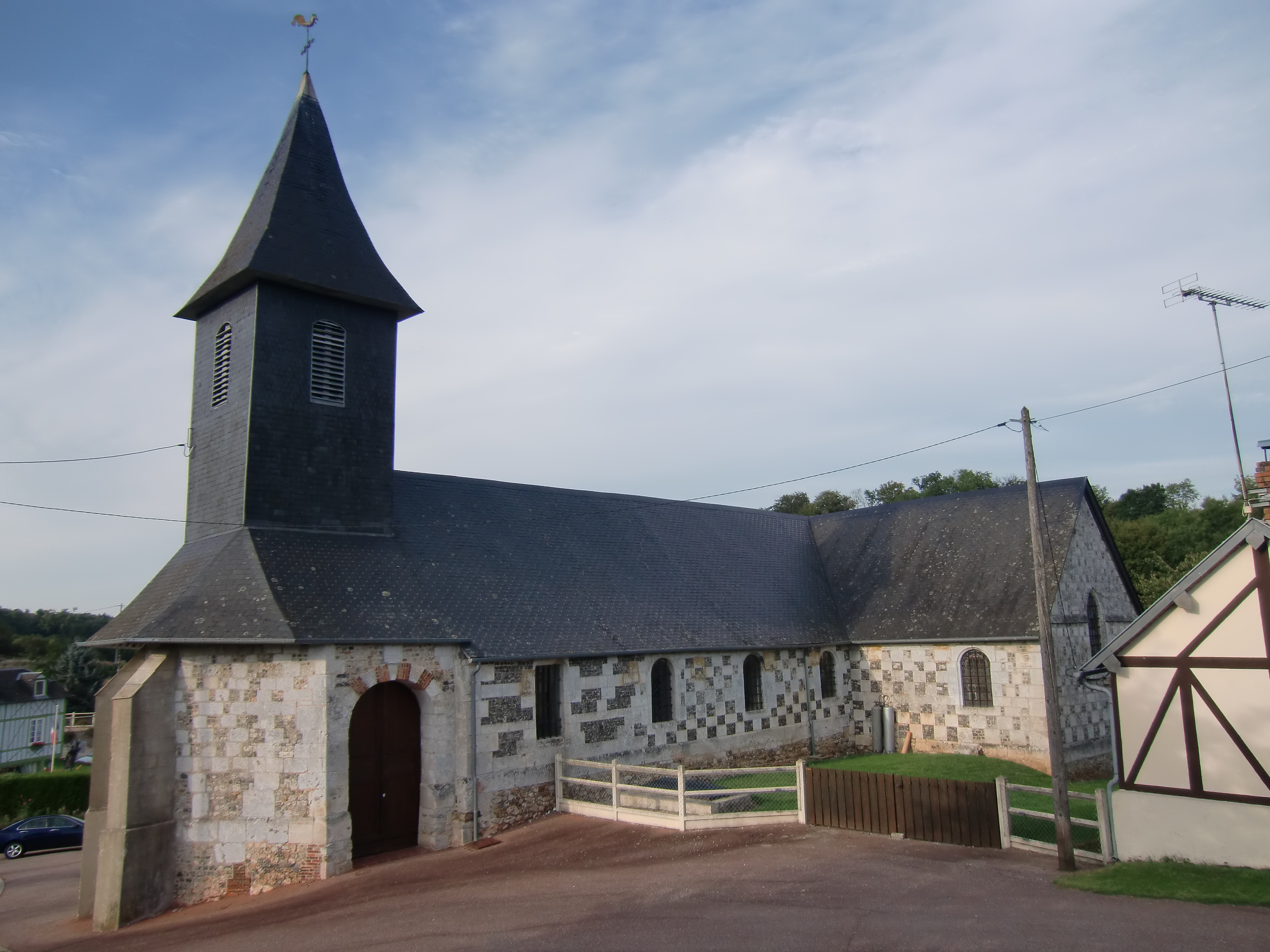
Kerk van Saint-Christophe-sur-Condé

## Geografie
De oppervlakte van Saint-Christophe-sur-Condé bedraagt 9,1 km², de bevolkingsdichtheid is 39,3 inwoners per km².
De onderstaande kaart toont de ligging van Saint-Christophe-sur-Condé met de belangrijkste infrastructuur en aangrenzende gemeenten.

## Demografie
Onderstaande figuur toont het verloop van het inwonertal (bron: INSEE-tellingen).